# Stenen kamer

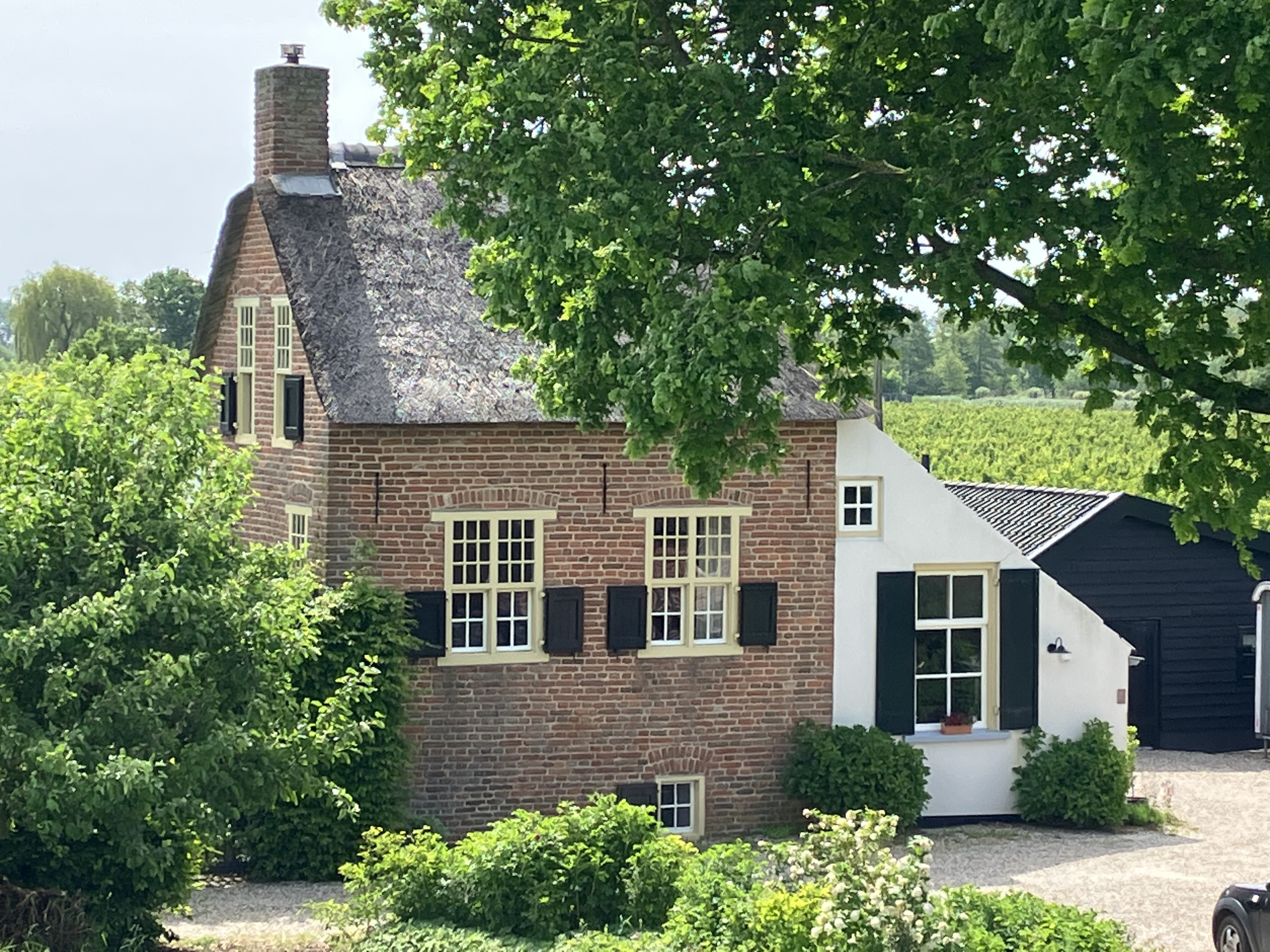
Stenen kamer aan de Lekbandijk in Ravenswaaij.

Een stenen kamer of steenkamer was in de middeleeuwen de benaming voor een representatief, in baksteen opgetrokken aanbouw van een boerderij. De stenen kamer was een apart bouwdeel dat tegen de voorzijde van de boerderij was aangebouwd en door de landsheer werd gebruikt als (zomer)verblijfplaats en administratief centrum. Ook werd het gebouw wel door de ambachtsheer gebruikt als zetel voor de lokale rechtspraak.
De oudste stenen kamers dateren uit de 13e eeuw, maar ze werden hoofdzakelijk in de 14e en 15e eeuw gebouwd. Hoewel ze ook in steden voorkwamen, waren stenen kamers voornamelijk aanwezig op het platteland.
In Nederland zijn er ongeveer 200 stenen kamers bekend. De oudst bewaard gebleven Nederlandse stenen kamer is Madestein bij Loosduinen, die dateert uit de tweede helft van de 13e eeuw. Er zijn echter nog andere vroege vermeldingen bekend die kunnen wijzen op een stenen kamer: in 1269 was er bijvoorbeeld sprake van een 'chambre de pierre' nabij het Belgische Ieper en in 1307 zou er een 'camer' zijn in het Zeeuwse Duivendijke. Een betrouwbaarder vermelding dateert uit 1360 en betreft een stenen kamer even buiten de stad Leiden.

## Etymologie
Het woord kamer is afkomstig van het Latijnse woord camera en verwijst naar een gewelfd vertrek of een verwarmde ruimte. Het woord stenen verwijst naar het gebruikte bouwmateriaal en gaf de belangrijke status van gebouw en eigenaar aan. In de middeleeuwen waren boerderijen immers doorgaans van hout en met een stenen gebouw kon de eigenaar zijn hoge maatschappelijke status laten zien.
Een naamsvariant van de stenen kamer is de 'blauwe kamer': waarschijnlijk ontstond deze benaming als verwijzing naar de blauwige kleur van leien dakbedekking.

## Beschrijving
Een stenen kamer werd tegen de voorzijde van een houten boerderij gebouwd, waardoor de plattegrond van de boerderij een L-vorm kreeg. Kenmerkend voor een stenen kamer is een half verzonken, overwelfde onderbouw waarboven zich de verblijfskamer bevindt. De onderbouw diende aanvankelijk om optrekkend vocht tegen te gaan, maar kon zich later alsnog tot een kelder ontwikkelen. Het gebouw wordt afgedekt door een zolder en vaak heeft het een versteend dak, zoals dakpannen of leisteen. De verblijfskamer heeft een eigen opgang aan de buitenzijde. Tevens beschikt de kamer over een eigen stookplaats en schoorsteen.
De muurdikte is gering en ligt tussen de 50 tot 60 centimeter. Dit maakte de stenen kamer ongeschikt om als verdedigingsmiddel te dienen, zoals bij een woontoren of een kasteel wel het geval was. De functie van een stenen kamer was dan ook primair die van representatieve 'herenkamer', waar de landsheer of zijn vertegenwoordiger de administratieve taken zoals de pachtinning kon regelen. Ook gebruikte de heer de stenen kamer wel als jachtverblijf. 
In sommige gevallen ontwikkelde een stenen kamer zich tot een kasteel, zoals gebeurde bij de Prattenburg in Rhenen. Ook kwam het voor dat het boerderijgedeelte verdween, waardoor de stenen kamer een losstaand gebouw werd, zoals in Neerbosch. In Eck en Wiel beschikte het veerhuis over een stenen kamer waar de landsheer benoemingen van beambten regelde.
Van sommige stenen kamers is alleen de naam bewaard gebleven. Het gebouw zelf is dan van latere datum en omvat geen stenen kamer meer, maar heeft wel de naam geërfd van zijn voorganger.
Ook een kemenade kan dikwijls als stenen kamer worden beschouwd. Kemenades werden niet alleen toegepast in kastelen, maar dienden ook vaak als verwarmde ruimte bij een boerderij.

### Opkamer
De stenen kamers die in de 16e en 17e eeuw werden gebouwd, hadden meer de vorm van een onderkelderde opkamer. Qua uiterlijk zijn er wel overeenkomsten met de middeleeuwse stenen kamer, maar de bouwwijze wijkt af: waar een stenen kamer een losse, stenen aanbouw betreft tegen een oorspronkelijk houten boerderij, is een boerderij met een opkamer als één geheel ontworpen en gebouwd. Ook heeft een opkamer een kelderruimte, wat bij stenen kamers in hun oorspronkelijke vorm niet werd toegepast.

## Afbeeldingen

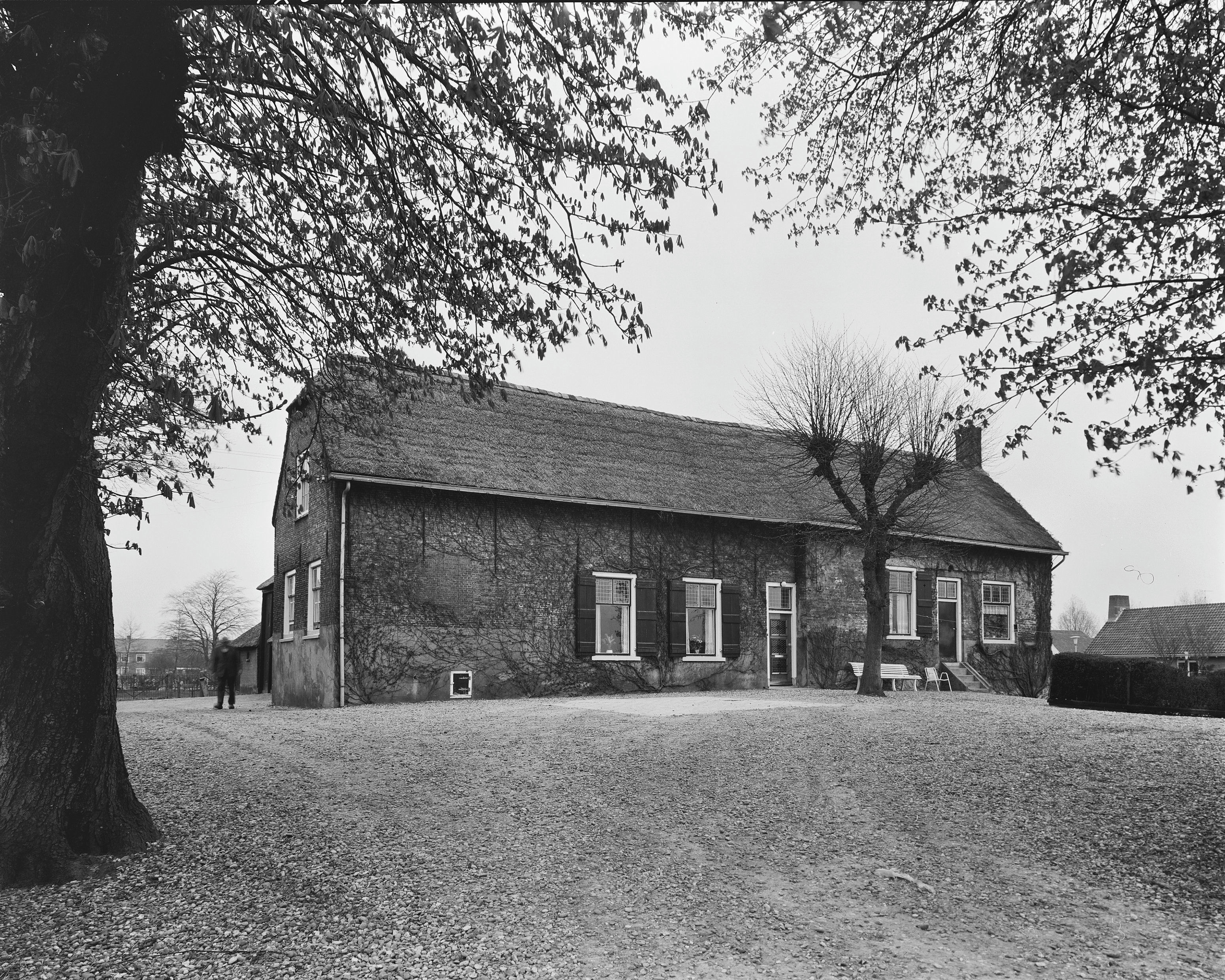
Waelnes, een stenen kamer in Hendrik-Ido-Ambacht
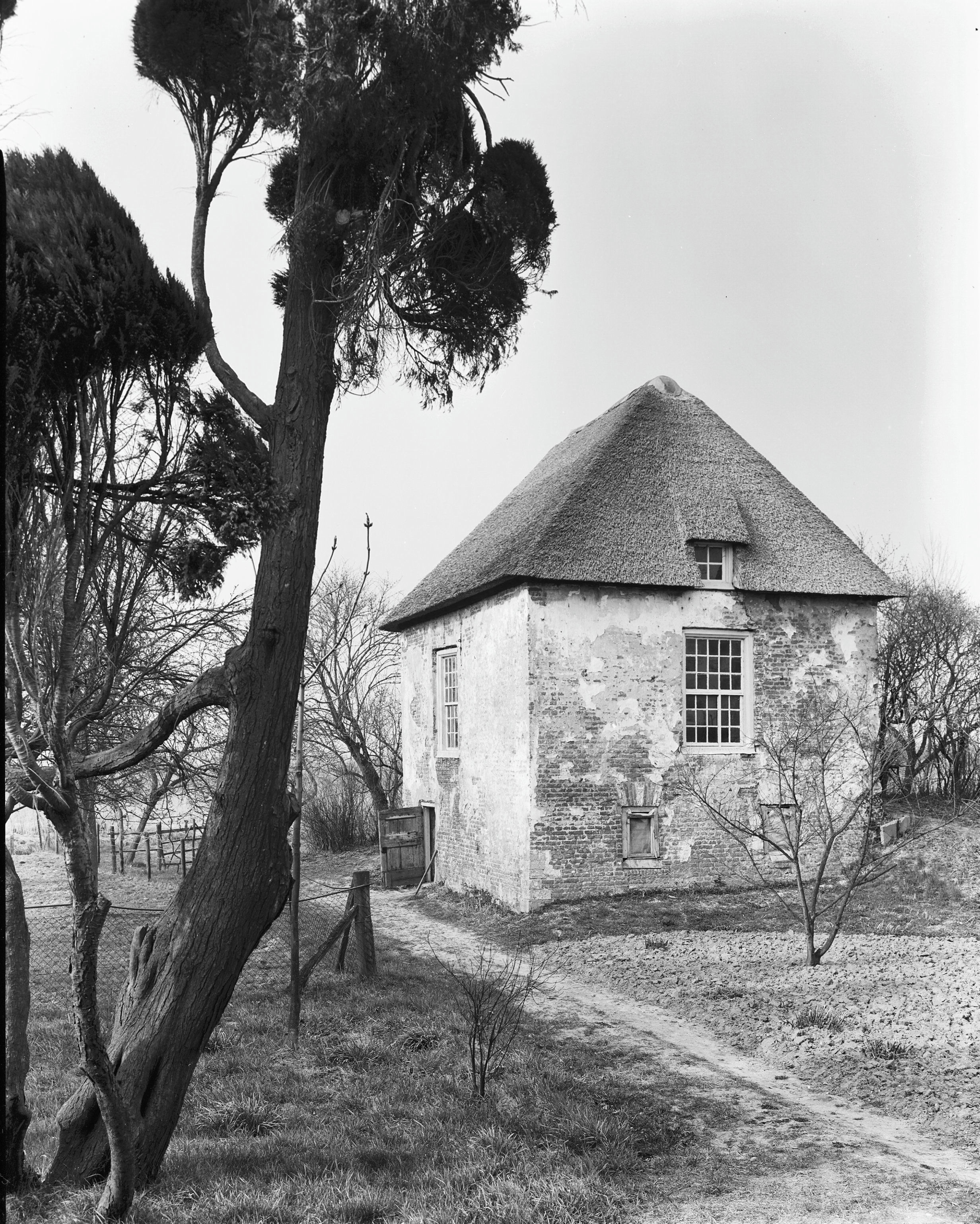
Stenen kamer in Neerbosch
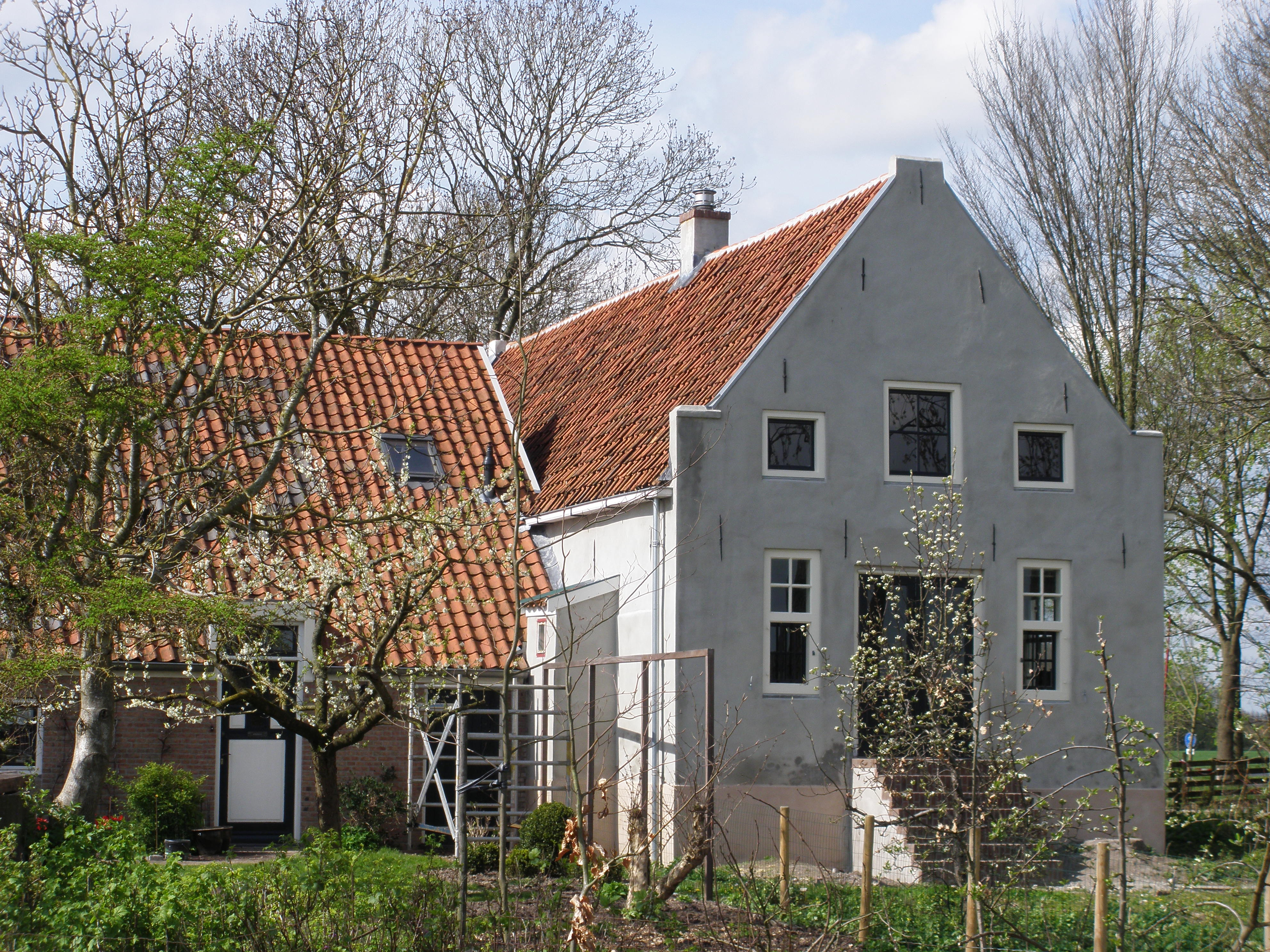
De Steenen Kamer in IJsselstein